# Ressonància magnètica nuclear

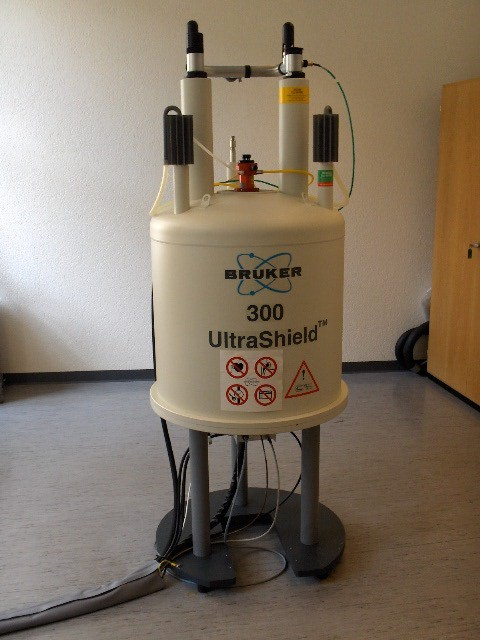
Un espectròmetre de ressonància magnètica nuclear

La ressonància magnètica nuclear (RMN, o en anglès NMR, de nuclear magnetic resonance) és un fenomen físic descrit originalment el 1946 per Felix Bloch i Edward Mills Purcell, que van guanyar el Premi Nobel de Física per aquest descobriment el 1952. L'RMN s'utilitza rutinàriament en tècniques avançades d'imatges mèdiques, com en la imatge per ressonància magnètica.
L'RMN es basa en la interacció entre:
1. Nuclis atòmics sota la influència d'un camp magnètic extern i,
2. Un camp electromagnètic d'una freqüència determinada.

La mesura de la radiació absorbida i emesa pels nuclis atòmics dona informació valuosa sobre les seves propietats magnètiques. L'RMN es pot utilitzar només amb nuclis amb moment magnètic diferent de zero. Això vol dir àtoms amb un nombre senar de protons i neutrons, com ara ¹H, 3H, 13C, 15N, 31P, 19F. El moment magnètic d'aquests àtoms està quantitzat i pot prendre una sèrie de valors determinats. El camp magnètic extern fa que hi hagi petites diferències energètiques entre aquests estats. Si el camp electromagnètic té la freqüència adequada, un nucli pot absorbir un fotó i passar a un estat d'energia més elevat; quan aquest nucli es relaxa, també emet un fotó.
L'RMN s'utilitza com a eina espectroscòpica per a obtenir dades físiques i químiques de compostos químics. En la pràctica, la RMN sobre àtoms d'hidrogen o de carboni és la que té més rellevància, ja que aquests àtoms es troben presents en la majoria de molècules, si més no en les orgàniques (tot i que el 13C no és l'isòtop més abundant, sol haver-n'hi una proporció prou elevada en qualsevol mostra). El principi bàsic és que, si bé les propietats magnètiques de cada àtom depenen principalment de la composició del seu nucli (nombre de protons i de neutrons), l'ambient al voltant d'aquest àtom també hi té un efecte (apantallament electrònic i acoblament d'espín). Això fa possible que cada àtom (o grup d'àtoms equivalents) en una molècula doni un senyal diferent en l'espectre RMN.

## Història
La ressonància magnètica nuclear va ser descrita i mesurada per primera vegada en rajos moleculars per Isidor Rabi l'any 1938, fent una extensió de l'experiment de Stern-Gerlach, i l'any 1944 Rabi va rebre el Premi Nobel de física per aquesta recerca. L'any 1946, Felix Bloch i Edward Mills Purcell varen expandir la tècnica a líquids i sòlids, treball pel qual varen rebre conjuntament el Premi Nobel de física l'any 1952.
Purcell havia treballat en el desenvolupament del radar durant la Segona Guerra Mundial al laboratori de radiació del Massachusetts Institute of Technology. La seva recerca durant aquest projecte sobre la producció i la detecció d'ones de ràdio freqüència (RF) i en l'absorció d'aquestes ones per la matèria varen ser el fonament del descobriment de la RMN per Rabi.
Rabi, Bloch i Purcell varen observar que els nuclis atòmics magnètics, com ¹H i 31P, podien absorbir energia en RF quan es posaven dins un camp magnètic i quan la RF era d'una freqüència específica per a cada tipus de nucli. Quan aquesta absorció ocorre, es diu que el nucli està en ressonància. Nuclis atòmics diferents dins una molècula ressonen a (ràdio) freqüències diferents per la mateixa intensitat de camp magnètic. L'observació d'aquestes freqüències ressonants magnètiques dels nuclis presents a la molècula dona informació sobre la química i l'estructura de la molècula.
El desenvolupament de la RMN com a tècnica de la química analítica i la bioquímica és semblant al desenvolupament de la tecnologia electromagnètica i electrònica avançada i la seva introducció en l'ús civil.

## Teoria de la ressonància magnètica nuclear

### Espín nuclear i magnetisme
Tots els nucleons, és a dir, els neutrons i protons que formen els nuclis atòmics, tenen una propietat quàntica intrínseca anomenada espín. L'espín total del nucli ve donat pel nombre quàntic d'espín S. Si el nombre total tant de protons com de neutrons en un núclid és parell, aleshores S = 0, que vol dir que el nucli no té espín. El que passa en aquests casos és que els protons i els neutrons (que són partícules amb espín-1⁄2 i, per tant, fermions) es poden aparellar exactament igual que quan els electrons s'aparellen als orbitals atòmics donant un espín total de zero.
A diferència dels electrons, l'energia d'un protó i un neutró és menor quan els seus espins són paral·lels, no antiparal·lels, ja que aquesta configuració paral·lela no infringeix el principi d'exclusió de Pauli, perquè aquests dos nucleons tenen una subestructura, els quarks. Per tant, l'estat fonamental d'espín pel deuteró (el nucli de deuteri, l'isòtop ²H de l'hidrogen) —que només té un protó i un neutró— té un espín total d'1, no de zero. Això implica que un deuteró aïllat exhibeix un espectre d'RMN d'absorció característic d'un nucli quadrupolar d'espín 1, que en l'estat "rígid", a temperatures molt baixes, és el típic doblet (no un singlet com ¹H aïllat o qualsevol altre fermió aïllat o nucli dipolar d'espín 1⁄2). Per altra banda, a causa del principi d'exclusió de Pauli, l'isòtop triti de l'hidrogen ha de tenir un parell d'espins antiparal·lels de neutrons (d'espín total zero), a més d'un protó d'espín 1/2. Per tant, el caràcter del nucli de triti és magnètic dipolar, no quadrupolar —com el del deuteró— i l'espín total del nucli de triti és 1/2, com el de l'isòtop més abundant de l'hidrogen, el nucli ¹H (el protó). L'absorció RMN de radiofreqüència del triti és una mica més gran que la del ¹H perquè el nucli de triti té una fracció giromagnètica una mica més gran que ¹H. En molts altres casos de nuclis no radioactius, l'espín total tampoc és zero. Per exemple, el nucli 27Al té un espín total de S = 5⁄2.
Un espín no zero sempre s'associa amb un moment magnètic (μ) no zero mitjançant la relació μ = γS, en què γ és la fracció giromagnètica. És aquest moment magnètic que permet l'observació de l'espectre RMN d'absorció causat per la transició entre nivells d'espín nuclear. La majoria de núclids (amb algunes poques excepcions) que tenen un nombre parell de protons i un nombre parell de neutrons tenen un moment magnètic nuclear zero, i també tenen moments magnètics dipolars i quadrupolars zero. Per tant, aquests núclids no exhibeixen un espectre RMN d'absorció. 18O és un exemple d'un núclid que no presenta absorció RNM, mentre que 13C, 31P, 35Cl i 37Cl són núclids que exhibeixen un espectre RMN d'absorció. Els dos últims nuclis són quadrupolars, mentre que els dos anteriors 13C i 31P són dipolars.
La ressonància d'espín d'electró és una tècnica relacionada en la qual es detecten les transicions entre els nivells d'espín dels electrons (en lloc dels nuclis). Els principis bàsics són semblants, però la instrumentació, anàlisi, i els detalls de la teoria són diferents. A més, hi ha un nombre menor de molècules i materials amb espins d'electrons no aparellats que exhibeixin ressonància d'espín d'electró comparat amb els que exhibeixen espectre RMN d'absorció. En canvi, la ressonància d'espín d'electró té molta més sensitivitat que l'RMN.

### Valor del moment angular d'espín
El moment angular associat amb l'espín nuclear és quantitzat. Això significa que tant la magnitud del moment angular és quantitzada (és a dir, S només pot ser un rang restringit de valors), com també l'orientació del moment angular és quantitzada. El nombre quàntic associat amb aquesta última és conegut com a nombre quàntic magnètic m, i pot tenir qualsevol valor de +S fins a −S, en passes enteres. Per tant, per a un nucli donat, hi ha un total de 2S + 1 estats de moment angular.
El component z del vector de moment angular (S) és, per tant, Sz = mħ, en què ħ és la constant de Planck reduïda. El component z del moment magnètic és:
{\displaystyle \mu _{\mathrm {z} }=\gamma S_{\mathrm {z} }=\gamma m\hbar .}

#### Comportament de l'espín en un camp magnètic

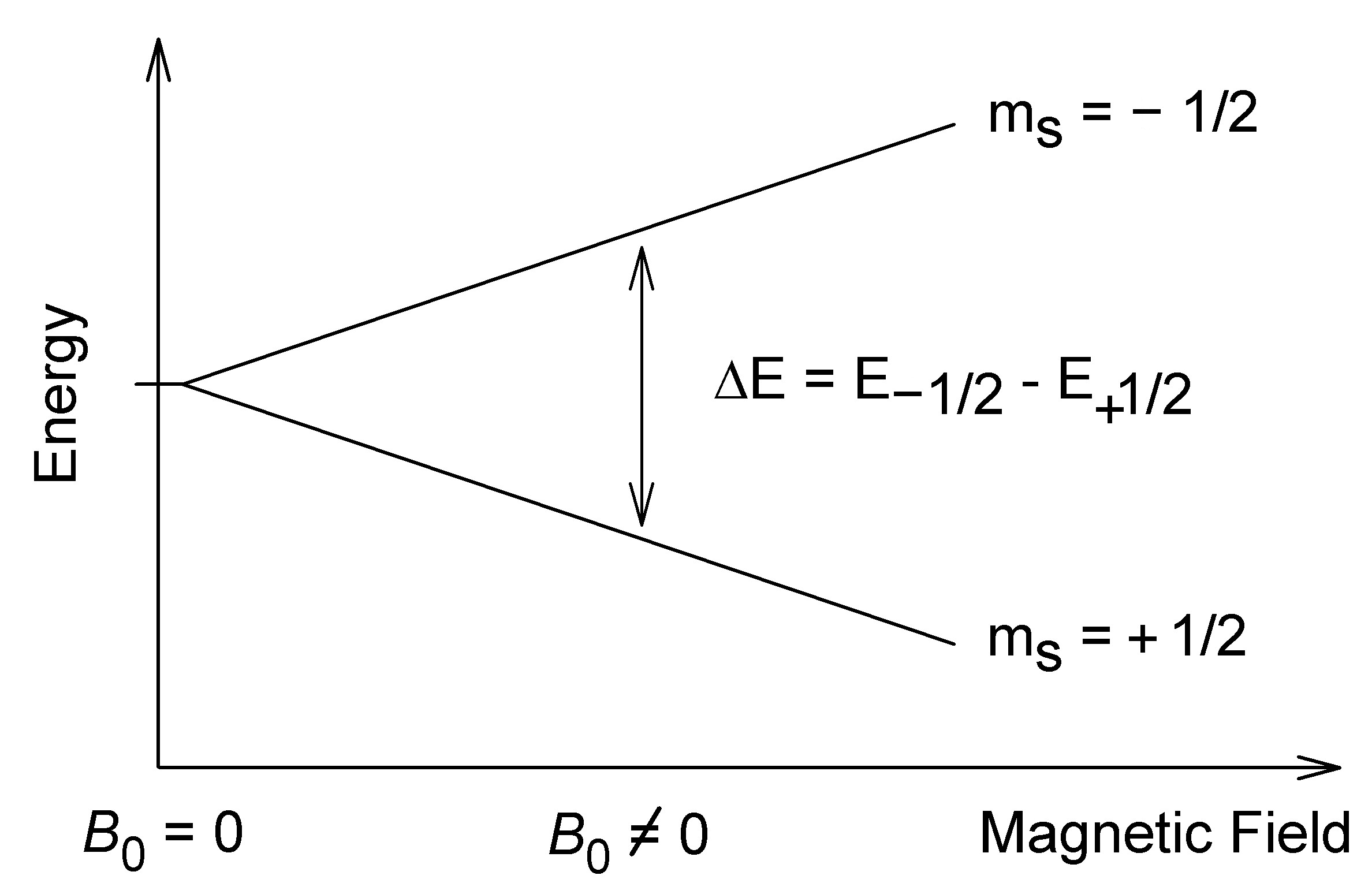
Divisió dels estats d'espín nuclears en un camp magnètic extern

Un model intuïtiu. Els nuclis es comporten com si tinguessin moments magnètics propis. Si estan sols, no hi ha cap diferència energètica que afavoreixi una direcció concreta (només un estat energètic, a l'esquerra), però dins un camp magnètic extern hi ha un estat d'energia alta i un estat d'energia baixa en funció de l'orientació relativa de l'imant i del camp magnètic extern, i aleshores la direcció del moment magnètic segueix un moviment de precessió relatiu al camp magnètic extern. El camp magnètic extern pot ser causat per un imant o per altres nuclis pròxims

Considerem nuclis amb espín 1/2, com ¹H, 13C o 19F. El nucli té dos possibles estats d'espín: m = 1⁄2 o m = −1⁄2 (també anomenats espín a i espín d, o algunes vegades α i β, respectivament). Aquests estats són degenerats, que vol dir que tenen la mateixa energia. Per tant, el nombre d'àtoms en un o altre estat serà aproximadament igual quan hi hagi equilibri tèrmic.
Si un nucli es posa dins uns camp magnètic, aleshores la interacció entre el moment magnètic nuclear i aquest camp fa que els dos estats ja no tinguin la mateixa energia. L'energia d'un moment magnètic μ dins un camp magnètic B0 és:
{\displaystyle E=-{\boldsymbol {\mu }}\cdot \mathbf {B} _{0}=-\mu _{\mathrm {x} }B_{0x}-\mu _{\mathrm {y} }B_{0y}-\mu _{\mathrm {z} }B_{0z}.}
Normalment, l'eix z es tria al llarg de B0, i l'expressió de dalt es converteix en:
{\displaystyle E=-\mu _{\mathrm {z} }B_{0}\,}
o:
{\displaystyle E=-\gamma m\hbar B_{0}\ .}
D'això resulta que els diferents estats d'espín nuclear tenen diferents energies dins un camp magnètic. En llenguatge menys formal, podem parlar dels dos estats possibles d'un espín 1/2 com a alineat a favor o en contra del camp magnètic. Si γ és positiu (ho és per a la majoria d'isòtops), aleshores m = 1⁄2 és l'estat d'energia amb menor energia.
La diferència d'energia entre els dos estats és:
{\displaystyle \Delta {E}=\gamma \hbar B_{0}\,}
i aquesta diferència porta a un petit biaix de la població de nuclis cap a l'estat d'energia menor.

#### La ressonància magnètica dels nuclis
L'absorció ressonant dels espins nuclears ocorre només quan la radiació electromagnètica de la freqüència adequada (per exemple, igual a la freqüència de la precessió de Larmor) s'aplica per igualar la diferència energètica entre els nivells de l'espín nuclear en un camp magnètic constant de la magnitud adequada. L'energia d'un fotó absorbit és E =
hν0, en què ν0 és la radiofreqüència ressonant (la radiofreqüència que és igual a la freqüència de precessió de Larmor νL dels nuclis en el camp magnètic B0). Per tant, una absorció ressonant magnètica ocorre quan ΔE = hν0, que és quan  ν0 = γB0/(2π). Aquestes freqüències ressonants corresponen típicament a la part de radiofreqüència de l'espectre electromagnètic per a camps magnètics de fins a uns 20 T. A l'RMN es detecta aquesta absorció magnètica ressonant.

#### Apantallament nuclear
Podria semblar a partir de la discussió anterior que tots els nuclis del mateix núclid (i, per tant, amb el mateix γ) haurien de ressonar a la mateixa freqüència, però no és així. La pertorbació més important de la freqüència RMN és l'efecte d'apantallament dels electrons pròxims al nucli. Els electrons, igual que els nuclis, tenen càrrega elèctrica i giren per produir un camp magnètic oposat al camp magnètic creat pels nuclis. En general, aquest apantallament redueix el camp magnètic al nucli (que és el que determina la freqüència RMN).
A conseqüència d'això, la separació dels nivells energètics es redueix, i la freqüència necessària per a arribar a la ressonància també es redueix. Aquesta variació en la freqüència RMN deguda als orbitals electrònics moleculars s'anomena desplaçament químic, i explica per què l'RMN és útil per a investigar l'estructura química de les molècules, que depèn de la distribució dels electrons en els orbitals moleculars. Si un nucli en un grup químic concret sofreix un major apantallament a causa d'una major densitat electrònica al seu voltant, aleshores la seva freqüència RMN es desplaçarà "cap al camp" (és a dir, un desplaçament químic menor), mentre que si hi ha menys densitat electrònica i, per tant, menys apantallament, la seva freqüència RMN es desplaçarà "contra el camp" (és a dir, un desplaçament químic major).
Si la simetria local d'aquests orbitals moleculars no és gaire gran (que portaria a un desplaçament "isotròpic"), aleshores l'apantallament depèn de l'orientació de la molècula respecte al camp magnètic extern (B0). En l'espectroscòpia RMN de l'estat sòlid, la rotació de l'angle màgic és necessària per a fer la mitjana entre les diferents orientacions. Això no és necessari en les investigacions convencionals de RMN de molècules, ja que el ràpid moviment molecular ja elimina la dependència en l'orientació (anisotropia del desplaçament químic). En aquest cas, s'usa el terme desplaçament químic mitjà.